# Wiktor Michailowitsch Galizki
Wiktor Michailowitsch Galizki (russisch Виктор Михайлович Галицкий, wissenschaftliche Transliteration Viktor Michajlovič Galickij, * 8. September 1924 in Moskau; † 7. Januar 1981 ebenda) war ein russisch-sowjetischer theoretischer Physiker.

## Leben
Nach dem Schulbesuch wurde Galizki bei Beginn des Deutsch-Sowjetischen Krieges 1941 zur Armee einberufen. Nach einer schweren Verwundung wurde er 1943 demobilisiert und begann ein Studium am Moskauer Staatlichen Luftfahrtinstitut. 1946 wechselte er an das Moskauer mechanische Institut (seit 1953 Moskauer Institut für Technische Physik, MIFI), wo er 1949 sein Studium abschloss. Anschließend arbeitete er neben seiner Tätigkeit am MIFI im Labor Nr. 2 der Akademie der Wissenschaften der UdSSR, dem späteren Kurtschatow-Institut für Atomenergie. Von 1960 bis 1971 war er ausschließlich am MIFI tätig, wo er 1965 Professor und Leiter der Abteilung für theoretische Kernphysik wurde. Von 1971 bis zu seinem Tod im Jahr 1981 arbeitete er wieder am Kurtschatow-Institut, ab 1974 als Direktor der Abteilung für Allgemeine und Kernphysik.
Galizki veröffentlichte wissenschaftliche Aufsätze zur Kern- und Plasmaphysik, Quantenelektrodynamik, Festkörperphysik und zur Theorie der Supraleitung. Besonders bekannt wurde er durch seinen Beitrag zur Anwendung quantenfeldtheoretischer Methoden zur Beschreibung von Vielteilchensystemen, speziell der Anwendung der Methode der Greenschen Funktionen für Fermionen-Systeme. Seine Pionierarbeit aus dem Jahr 1958 entstand in Zusammenarbeit mit Arkadi B. Migdal.
1976 wurde Galizki zum korrespondierenden Mitglied der Akademie der Wissenschaften der UdSSR gewählt.
Neben seiner wissenschaftlichen Arbeit setzte er sich für die Popularisierung der Wissenschaft ein. Er war mehr als ein Jahrzehnt lang Chefredakteur der Zeitschrift Priroda.
Er starb im Alter von 56 Jahren und wurde auf dem Donskoi-Friedhof in Moskau beigesetzt.
Er sollte nicht mit seinem Enkel Victor Galitski verwechselt werden. Dieser ist ebenfalls theoretischer Physiker, er verließ Ende der 1990er Jahre Russland und ist derzeit Professor an der University of Maryland, College Park.

## Schriften (Auswahl)
- V. M. Galitskii, A. B. Migdal: Application of quantum field theory methods to the many body problem. In: Soviet Physics JETP. Band 34 (7), Nr. 1, 1958, S. 96–104.
- V. G. Vaks, V. M. Galitskii, A. I. Larkin: Collective excitations in a superconductor. In: Soviet Physics JETP. Band 14, Nr. 5, 1962, S. 1177–1185.
- Yu. A. Vdovin, V. M. Galitskii: Dielectric constant of a gas of resonant atoms. In: Soviet Physics JETP. Band 25, Nr. 5, 1967, S. 894–903.
- V. M. Galitskii, S. R. Kelner: Bremsstrahlung in the collision of a muon with an electron at rest. In: Soviet Physics JETP. Band 25, Nr. 5, 1967, S. 948–951.
- V. M. Galitskii, S. P. Goreslavskii, V. F. Elesin: Electric and magnetic properties of a semiconductor in the field of a strong electromagnetic wave. In: Soviet Physics JETP. Band 30, Nr. 1, 1970, S. 117–122.
- V. M. Galitskii, I. N. Mishustin: The influence of a phase transition on the shock wave dynamics in nuclear matter. In: Physics Letters B. Band 72, Nr. 3, 1978, S. 285–288, doi:10.1016/0370-2693(78)90120-X.